# Humboldt County (Iowa)
Das Humboldt County ist ein County im US-Bundesstaat Iowa. Bei der Volkszählung im Jahr 2020 hatte das County 9597 Einwohner und eine Bevölkerungsdichte von 8,5 Einwohnern pro Quadratkilometer. Der Verwaltungssitz (County Seat) ist Dakota City, benannt nach den Dakota-Indianern.

## Geographie
Das County liegt im mittleren Norden von Iowa und wird vom Des Moines River durchflossen. Es hat eine Fläche von 1.129 Quadratkilometern, wovon drei Quadratkilometer Wasserfläche sind. An das Humboldt County grenzen folgende Countys:
| Palo Alto County  | Kossuth County | Hancock County |
| Pocahontas County | Kompass        | Wright County  |
|                   | Webster County |                |

## Geschichte

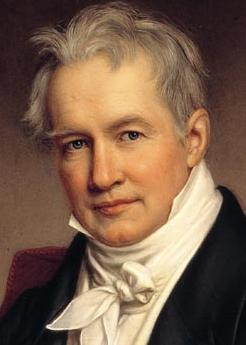
Alexander von Humboldt

Das Humboldt County wurde 1851 als kleinstes County in Iowa gebildet. Benannt wurde es nach Alexander von Humboldt.
Am 1. Juli 1855 wurden die County-Grenzen neu festgelegt da Land von dem Kossuth County und dem Webster County hinzukam. Am 26. Februar 1857 wurden die alten Grenzen wiederhergestellt. 1872 wurde das Humboldt College eröffnet und 1916 wieder geschlossen, da keine Einigung mit dem County über Steuern zu erzielen war.

7 Bauwerke des Countys sind im National Register of Historic Places eingetragen.

## Demografische Daten
Nach der Volkszählung im Jahr 2010 lebten im Humboldt County 9.815 Menschen in 4.327 Haushalten. Die Bevölkerungsdichte betrug 8,7 Einwohner pro Quadratkilometer.
Ethnisch betrachtet setzte sich die Bevölkerung zusammen aus 96,0 Prozent Weißen, 0,4 Prozent Afroamerikanern, 0,2 Prozent amerikanischen Ureinwohnern, 0,3 Prozent Asiaten sowie aus anderen ethnischen Gruppen; 1,0 Prozent stammten von zwei oder mehr Ethnien ab. Unabhängig von der ethnischen Zugehörigkeit waren 3,6 Prozent der Bevölkerung spanischer oder lateinamerikanischer Abstammung.
In den 4.327 Haushalten lebten statistisch je 2,17 Personen.
23,0 Prozent der Bevölkerung waren unter 18 Jahre alt, 56,4 Prozent waren zwischen 18 und 64 und 20,6 Prozent waren 65 Jahre oder älter. 50,6 Prozent der Bevölkerung war weiblich.

Das jährliche Durchschnittseinkommen eines Haushalts lag bei 46.437 USD. Das Prokopfeinkommen betrug 24.633 USD. 10,1 Prozent der Einwohner lebten unterhalb der Armutsgrenze.

## Orte im Humboldt County
Citys
| - Bode - Bradgate - Dakota City - Gilmore City1 - Hardy | - Humboldt - Livermore - Lu Verne2 - Ottosen - Pioneer | - Renwick - Rutland - Thor |

Unincorporated Community
- Saint Joseph

1 – teilweise im Pocahontas County

2 – teilweise im Kossuth County

## Gliederung
Das Humboldt County ist in 12 Townships eingeteilt:
| - Avery Township - Beaver Township - Corinth Township - Delana Township | - Grove Township - Humboldt Township - Lake Township - Norway Township | - Rutland Township - Vernon Township - Wacousta Township - Weaver Township |

Die Städte Dakota City und Humboldt gehören keiner Township an.